# Bruno Romani
Bruno Romani (Udine, 9 gennaio 1960 – 14 marzo 2025) è stato un sassofonista, flautista e compositore italiano.
Ha svolto anche le attività di arrangiatore e direttore d'orchestra. Nella sua carriera fu fondatore della band post-punk italiana Detonazione, autore di album di jazz contemporaneo ed improvvisazione libera e collaboratore di importanti artisti della musica pop e del pop rock.
Si è esibito in concerti e programmi radiofonici e televisivi in tutta Europa.

## Biografia
Ha studiato flauto a Udine e sassofono a Klagenfurt.
Nel 1983 fonda il gruppo post-punk italiano dalle forti influenze no wave Detonazione che, tra il 1983 e il 1989, registrò due album e una serie di 45 giri.
Con i Detonazione ha partecipato alla prima edizione del Biennial of Young Artists of the Mediterranean, organizzato a Barcellona nel 1984 per incoraggiare una stagione di rinascita culturale e apertura verso il futuro esattamente dieci anni dopo la fine del Franchismo.
Dopo i Detonazione nel 1989 inizia l'attività jazzistica. Realizza dischi come leader e co-leader di numerosi progetti musicali che spaziano dal pop all'avanguardia. Negli anni Novanta collabora alla produzione di tre album di Alice e partecipa al tour italiano ed europeo Pass The Years Tour di Alice Visconti. Sempre con Alice collabora alla realizzazione del primo album dei Devogue con Gavin Harrison, Stefano Battaglia e altri musicisti di diversa estrazione musicale.
Nel 1995 vince il concorso nazionale indetto dall'ARCI "Summertime in Jazz" come migliore nuova proposta jazz dell'anno e premiato con l'uscita dell'album Gang of One. Nello stesso anno viene selezionato tra i sei finalisti della prima edizione del Premio Internazionale Massimo Urbani.Nel 1996 vince il concorso indetto dall'ISMEZ (Istituto Nazionale per lo Sviluppo Musicale del Mezzogiorno) per la costituzione dell'orchestra "Is Ensamble" diretta da Paolo Damiani. Con l'orchestra "IS Ensemble" ha registrato l'omonimo album live all'Europa Jazz Festival di Bari.
Nel 2009 è uno dei fondatori dei NoGuRu, progetto nato dall'incontro tra i 4/5 dei Ritmo Tribale e Xabier Iriondo, ex chitarrista degli Afterhours. L'album di debutto Milano Original Soundtrack è l'album più venduto su Fnac (distributore dell'album) nella sua settimana di uscita.
Nel 2016 è stato invitato insieme al sassofonista franco-canadese Guy-Frank Pellerin (allievo e poi docente dell'Istituto per l'Arte, la Cultura e la Percezione fondato a Parigi da Alan Silva) ad esibirsi in duo alla 30a edizione del Barga Jazz Festival.
Collabora con l'AMM (Associazione Musica Monteggiori) di Lucca dove ha fondato il Monteggiori Ensemble, un ensemble di improvvisatori che suona sotto la direzione di diversi compositori alternando l'improvvisazione alla musica scritta.

## Discografia

### Come leader
- 1995 – White Illumination – Bruno Romani Trio (Centro Musica Creativa)
- 1996 – Gang Of One – Bruno Romani Quartet (Splasc(H) Records)
- 1998 – Live Evolution – Bruno Romani Evolution Trio (Splasc(H) Records)
- 2015 – Nightride Of An Italian Saxophone Player – Urbanightmare Bruno Romani Emanuel Donadelli (Revenge Records e Fonoarte)
- 2017 – As Serious As My Life – Bruno Romani Organic Crossover Group (Revenge Records e Fonoarte)
- 2019 – Versilia Afterdark – Gruppo Bruno Romani Organic Crossover (Fonoarte e The Cotton Club)
- 2023 – CPPP Requiem – Bruno Romani Organic Crossover Group (Fonoarte e The Cotton Club)

### Come co-leader
- 1988 – Tarahumara – Romani e Cojaniz Duo (Tunnel Records)
- 2001 – Appunti dal confine – Bruno Romani, Riccardo Morpurgo, Alessandra Franco (Nota)
- 2010 – Colonna sonora originale di Milano – NoGuRu (Bagana Records)
- 2013 – Via Del Chiasso – Il Cuscino Stella incontra Bruno Romani (Setola di Maiale)

### Con Transition Jazz
- 1986 – Mode On – Transition Jazz Group (Bull Records)
- 1989 – Rumba di Richard – Transition Jazz Group (Splasc(H) Records)

### Con Evolution Reloaded
- 2013 – Seagulls – Evoluzione Reloaded (Manza Nera)

### Con Electro Acoustic Ensamble
- 2016 – Meditazioni in movimento – Ensemble Elettroacustico (Manza Nera)
- 2016 – Live al Visionario – Ensemble Elettroacustico (Manza Nera)

### Con Soundadalick
- 2018 – Nero – Soundadalick (Manza Nera)

### Collaborazione con Alice
- 1992 – Mezzogiorno sulle Alpi (EMI)
- 1995 – Charade (WEA)
- 1998 – Exit (WEA)

### Collaborazione con altri artisti
- 1990 – Le Bambine – Le Bambine (Devon Rexcord)
- 1996 – Is Ensemble – Paolo Damiani con Roberto Ottaviano (Via Veneto Jazz)
- 1997 – Devogue – Devogue (Compagnia Nuove Indye)
- 1998 – Cjale Ce Sere – UT Gandhi Ensemble (Nota)
- 2015 – Compilation 1, 2 e 3 letteratura comparata – Carlo Monni & Banda alla Ciance (Goodfellas)

### Con Detonazione

#### Album
- 1984 – Riflessi conseguenti (Tunnel Records)
- 1989 – Ultimi pezzi (Tunnel Records)
- 2010 – Sorvegliare e punire 1983/1984 (Sometimes Records)
- 2015 – Ultimi pezzi dentro me 1986/1989 (Again Records)
- 2018 – Anime in fiamme (Fonoarte e Again records)

#### EP e 7"
- 1983 – Sorvegliare e punire (Tunnel Records)
- 1984 – L'Arido utile / Lamiera (Tunnel Records)
- 1986 – Dentro me (IRA Records)

#### Compilazioni
- 1984 – The Other Side Of Futurism - con il brano Zingari in viaggio (Tribal Cabaret)
- 1984 – Rockgarage Compilation Vol. 4 - con i brani Grigia Miseria e I Programmi Agli Inferi (Materiali Sonori)
- 1987 – F/Ear This! - A Collection Of Unheard Music, Unwritten Words And Unseen Images Inspired By Fear - with the song Dead Planet Blues (P.E.A.C.E.)
- 1995 – Rovina Hardcore - Live 1981-1985 - con il brano Untitled (Provincia Attiva)